# Sanchey
Sanchey est une commune française située dans le département des Vosges en région Grand Est.
Ses habitants sont appelés les Sanchéens.

## Géographie

### Localisation
Le territoire de la commune de Sanchey s'étend sur 551 Ha, borné au nord par les territoires des communes de Darnieulles et d'Uxegney, au sud-est par la commune de Les Forges, au sud-ouest par la commune de Renauvoid et au nord-ouest par la commune de Chaumousey. Il se situe à 8 km à l'ouest d'Épinal sur un sous-sol constitué en grande partie de grès bigarré.
| Darnieulles |           | Uxegney    |
| Chaumousey  | Sanchey   | Les Forges |
|             | Renauvoid |            |

### Géologie et relief
L'altitude à la mairie est de 363 mètres.
La commune de Sanchey se compose actuellement du village de Sanchey, situé sur le versant d'un petit coteau, et d'une partie du hameau de Bouzey, l'autre partie étant réunie à Chaumousey.

### Sismicité
Commune située dans une zone 3 de sismicité modérée.

### Hydrographie et les eaux souterraines
Hydrogéologie et climatologie : Système d’information pour la gestion des eaux souterraines du bassin Rhin-Meuse :
Territoire communal : Occupation du sol (Corinne Land Cover); Cours d'eau (BD Carthage),
Géologie : Carte géologique; Coupes géologiques et techniques,
 Hydrogéologie : Masses d'eau souterraine; BD Lisa; Cartes piézométriques.
La commune est située dans le bassin versant du Rhin au sein du bassin Rhin-Meuse. Elle est drainée par l'Aviere, la rigole d'alimentation du réservoir de Bouzey et le ruisseau de l'Etang de la Comptesse,.
L'Avière, d'une longueur totale de 28 km, prend sa source dans la commune de Renauvoid et se jette  dans la Moselle à Châtel-sur-Moselle, après avoir traversé dix communes.
La rigole d'alimentation du réservoir de Bouzey, d'une longueur totale de 41,5 km, prend sa source dans la commune de Saint-Étienne-lès-Remiremont et se jette dans l'Avière à Chaumousey, alimentant le réservoir de Bouzey, après avoir traversé douze communes.

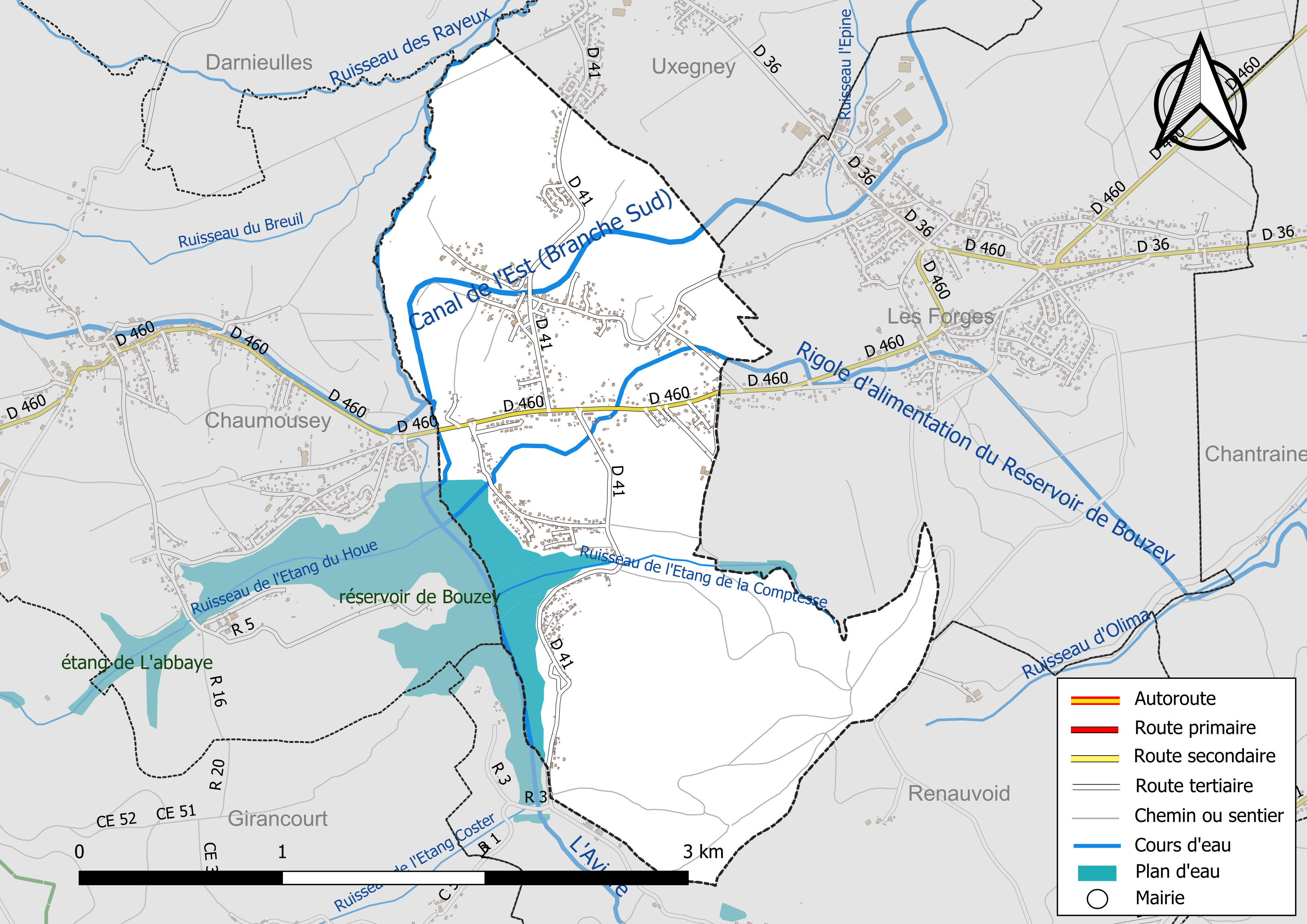
Réseaux hydrographique et routier de Sanchey.

La qualité des cours d’eau peut être consultée sur un site dédié géré par les agences de l’eau et l’Agence française pour la biodiversité.

### Climat
Pour des articles plus généraux, voir Climat du Grand Est et Climat des Vosges.
En 2010, le climat de la commune est de type climat de montagne, selon une étude du Centre national de la recherche scientifique s'appuyant sur une série de données couvrant la période 1971-2000. En 2020, Météo-France publie une typologie des climats de la France métropolitaine dans laquelle la commune est exposée à un climat semi-continental et est dans la région climatique  Lorraine, plateau de Langres, Morvan, caractérisée par un hiver rude (1,5 °C), des vents modérés et des brouillards fréquents en automne et hiver. 
Pour la période 1971-2000, la température annuelle moyenne est de 9,4 °C, avec une amplitude thermique annuelle de 16,9 °C. Le cumul annuel moyen de précipitations est de 1 014 mm, avec 13 jours de précipitations en janvier et 10,3 jours en juillet. Pour la période 1991-2020, la température moyenne annuelle observée sur la station météorologique de Météo-France la plus proche, « Dommartin-aux-Bois_sapc », sur la commune de Dommartin-aux-Bois à 7 km à vol d'oiseau, est de 10,6 °C et le cumul annuel moyen de précipitations est de 908,9 mm. 
La température maximale relevée sur cette station est de 39,4 °C, atteinte le 25 juillet 2019 ; la température minimale est de −17,5 °C, atteinte le 20 décembre 2009,,. 
Les paramètres climatiques de la commune ont été estimés pour le milieu du siècle (2041-2070) selon différents scénarios d'émission de gaz à effet de serre à partir des nouvelles projections climatiques de référence DRIAS-2020. Ils sont consultables sur un site dédié publié par Météo-France en novembre 2022.

## Urbanisme

### Typologie
Au 1er janvier 2024, Sanchey est catégorisée bourg rural, selon la nouvelle grille communale de densité à sept niveaux définie par l'Insee en 2022.
Elle appartient à l'unité urbaine d'Épinal, une agglomération intra-départementale regroupant douze  communes, dont elle est une commune de la banlieue,,. Par ailleurs la commune fait partie de l'aire d'attraction d'Épinal, dont elle est une commune de la couronne,. Cette aire, qui regroupe 118 communes, est catégorisée dans les aires de 50 000 à moins de 200 000 habitants,.

### Occupation des sols
L'occupation des sols de la commune, telle qu'elle ressort de la base de données européenne d’occupation biophysique des sols Corine Land Cover (CLC), est marquée par l'importance des forêts et milieux semi-naturels (43,5 % en 2018), une proportion sensiblement équivalente à celle de 1990 (43,7 %). La répartition détaillée en 2018 est la suivante : 
forêts (43,5 %), prairies (24,3 %), zones urbanisées (18,8 %), zones agricoles hétérogènes (7,4 %), eaux continentales (6 %). L'évolution de l’occupation des sols de la commune et de ses infrastructures peut être observée sur les différentes représentations cartographiques du territoire : la carte de Cassini (XVIIIe siècle), la carte d'état-major (1820-1866) et les cartes ou photos aériennes de l'IGN pour la période actuelle (1950 à aujourd'hui).

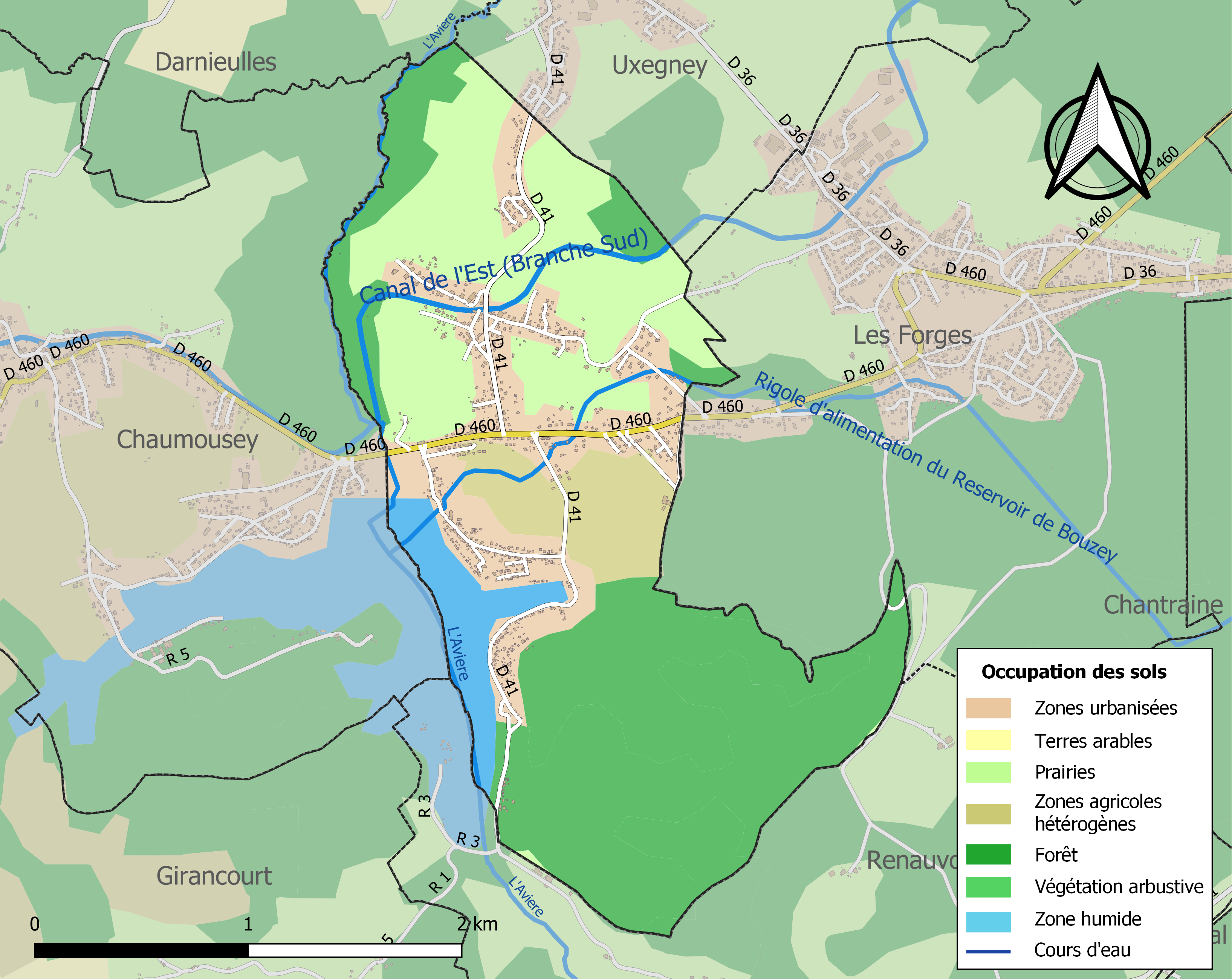
Carte des infrastructures et de l'occupation des sols de la commune en 2018 (CLC).

### Voies de communication et transports

#### Voies routières
- D460 vers Les Forges, Chaumousey[18].
- D41 vers Renauvoid.

#### Transports en commun
- Fluo Grand Est.

#### Lignes SNCF
- Gare d'Épinal.

## Toponymie
Le nom de la localité est attesté sous les formes Xouxei, corr. Xonxei (1281) ; Jehan de Sauxey (1309) ; On finage de Xoinxei (1342) ; Sanxei (1362) ; Sanxey (1591) ; Seuxey (1594) ; Xanctuy, corr. Xanchey (1737) ; Xanchey, vulg. Sanchey (1779).

## Histoire

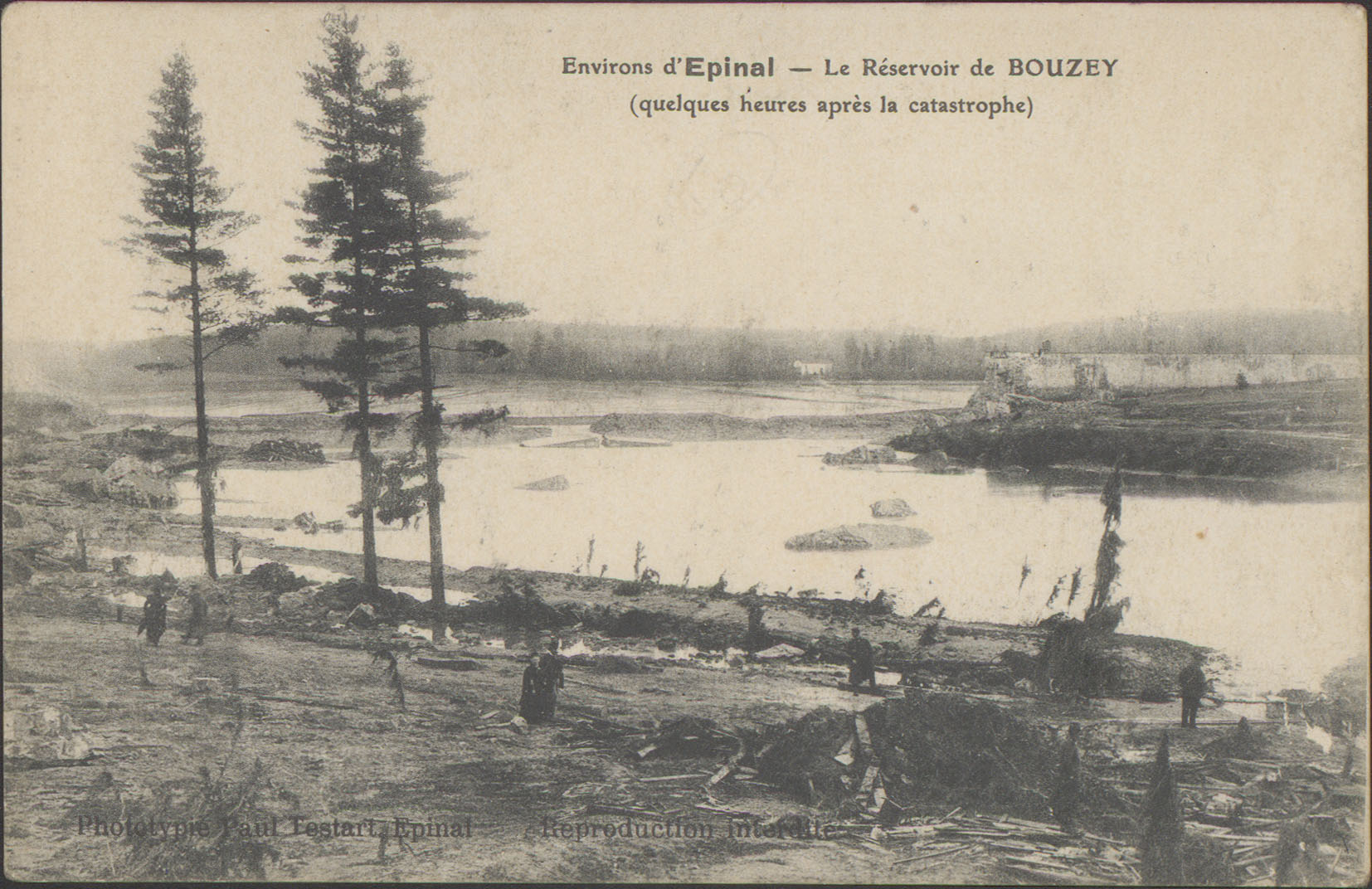
Ancienne carte postale de Paul Testart montrant le réservoir de Bouzey, quelques heures après la catastrophe.

Avant la Révolution française, le duc de Lorraine et le chapitre de Remiremont avaient la haute justice au village de Sanchey. La basse et la moyenne justice appartenant à l'abbé de Chaumousey et aux seigneurs de Darnieulles. Quant au hameau de Bouzey, il appartenait à l'abbaye de Chaumousey. Il est mentionné dans un titre de confirmation des biens de l'abbaye en 1148.
Une partie de la commune (le hameau de Bouzey) fut dévastée lors de la catastrophe du réservoir de Bouzey.
En avril 1895, la rupture du barrage de Bouzey, d'une hauteur de 18 mètres, a fait 87 morts dont 27 à Bouzey. Il s'agissait d'une rupture brusque, mais qui avait été précédée par l'apparition de fissures et de déformations importantes.

## Politique et administration

### Intercommunalité
La commune de Sanchey fait partie de la communauté d'agglomération d'Épinal.

### Liste des maires
| Période                                  | Période                  | Identité                   | Étiquette | Qualité |
| ---------------------------------------- | ------------------------ | -------------------------- | --------- | ------- |
| janvier 1878                             | août 1895                | Nicolas Dominique Demangel |           |         |
| août 1895                                | juin 1896                | Nicolas Joseph Méline      |           |         |
| juin 1896                                | décembre 1919            | Nicolas Joseph Demangel    |           |         |
| Les données manquantes sont à compléter. |                          |                            |           |         |
| décembre 1919                            | septembre 1952           | Gilbert Duhoux             |           |         |
| septembre 1952                           | mai 1953                 | Marcel Huguenin            |           |         |
| mai 1953                                 | août 1953                | Victor Fournier            |           |         |
| août 1953                                | mars 1959                | Gilbert Duhoux             |           |         |
| mars 1959                                | mars 1971                | Lucien Dabel               |           |         |
| mars 1971                                | mars 1977                | Jean Voirin                |           |         |
| mars 1977                                | mars 1983                | Roger Thomas               |           |         |
| mars 1983                                | juin 1995                | Claude Noirtin             |           |         |
| juin 1995                                | mars 2008                | Claude Roch                |           |         |
| mars 2008                                | En cours (au 23/04/2022) | Gilles Dubois              |           |         |

## Finances locales

### Budget et fiscalité 2022

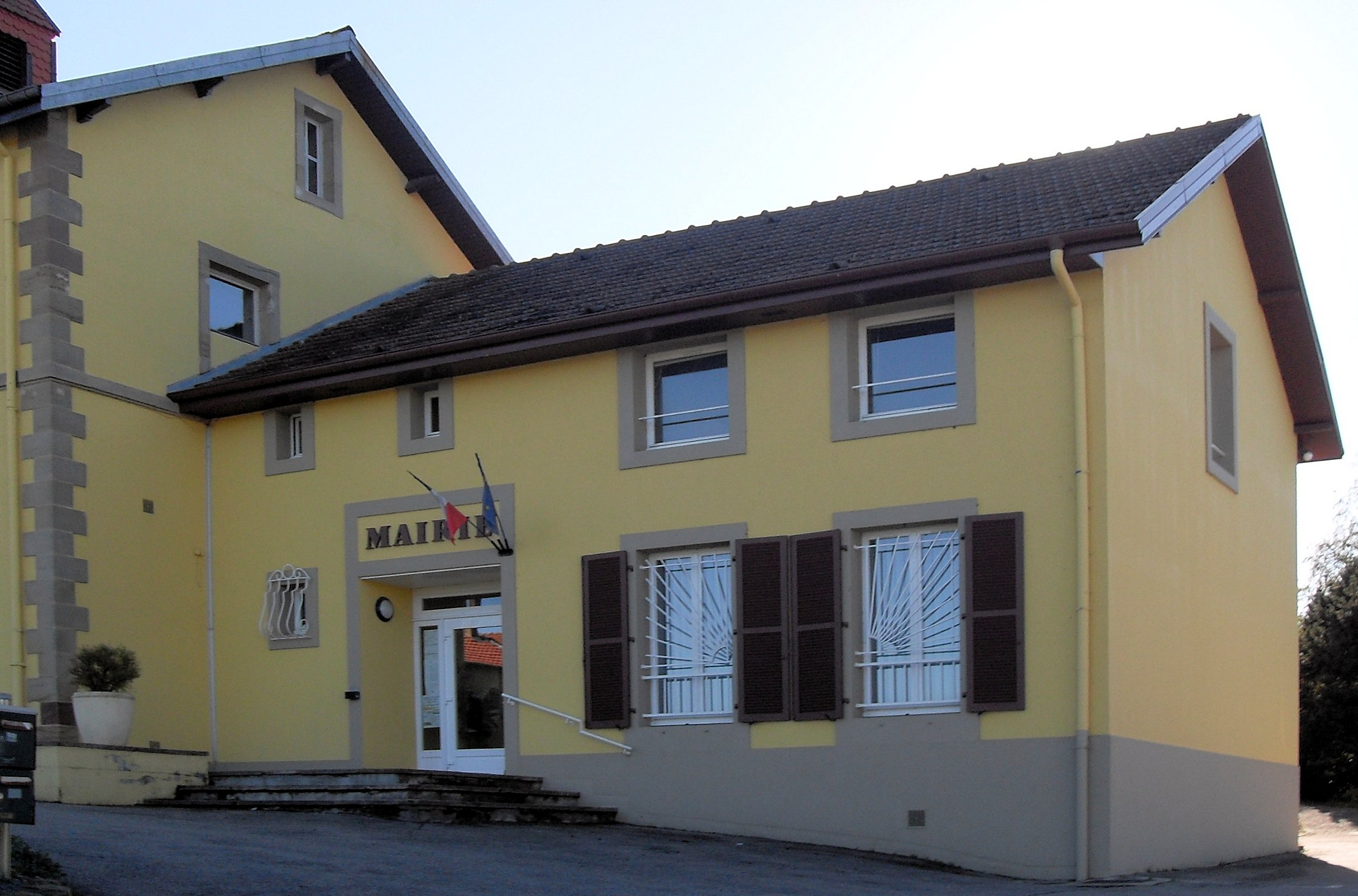
La mairie.

En 2022, le budget de la commune était constitué ainsi :
- total des produits de fonctionnement : 624 000 €, soit 637 € par habitant ;
- total des charges de fonctionnement : 517 000 €, soit 528 € par habitant ;
- total des ressources d'investissement : 102 000 €, soit 104 € par habitant ;
- total des emplois d'investissement : 139 000 €, soit 141 € par habitant ;
- endettement : 521 000 €, soit 533 € par habitant.

Avec les taux de fiscalité suivants :
- taxe d'habitation : 11,34 % ;
- taxe foncière sur les propriétés bâties : 39,44 % ;
- taxe foncière sur les propriétés non bâties : 27,28 % ;
- taxe additionnelle à la taxe foncière sur les propriétés non bâties : 0,00 % ;
- cotisation foncière des entreprises : 0,00 %.

Chiffres clés Revenus et pauvreté des ménages en 2021 : médiane en 2021 du revenu disponible, par unité de consommation : 26 190 €.

### Jumelages
Sanchey n'est jumelée avec aucune autre ville.

## Population et société

### Démographie

#### Évolution démographique
L'évolution du nombre d'habitants est connue à travers les recensements de la population effectués dans la commune depuis 1793. Pour les communes de moins de 10 000 habitants, une enquête de recensement portant sur toute la population est réalisée tous les cinq ans, les populations de référence des années intermédiaires étant quant à elles estimées par interpolation ou extrapolation. Pour la commune, le premier recensement exhaustif entrant dans le cadre du nouveau dispositif a été réalisé en 2008.

En 2022, la commune comptait 953 habitants, en évolution de +2,03 % par rapport à 2016 (Vosges : −2,96 %, France hors Mayotte : +2,11 %).
| 1793 | 1800 | 1806 | 1821 | 1831 | 1836 | 1841 | 1846 | 1856 |
| ---- | ---- | ---- | ---- | ---- | ---- | ---- | ---- | ---- |
| 146  | 142  | 144  | 189  | 244  | 204  | 200  | 225  | 238  |

| 1861 | 1866 | 1876 | 1881 | 1886 | 1891 | 1896 | 1901 | 1906 |
| ---- | ---- | ---- | ---- | ---- | ---- | ---- | ---- | ---- |
| 239  | 240  | 201  | 302  | 284  | 200  | 182  | 187  | 199  |

| 1911 | 1921 | 1926 | 1931 | 1936 | 1946 | 1954 | 1962 | 1968 |
| ---- | ---- | ---- | ---- | ---- | ---- | ---- | ---- | ---- |
| 162  | 142  | 178  | 174  | 167  | 143  | 147  | 170  | 188  |

| 1975 | 1982 | 1990 | 1999 | 2006 | 2008 | 2013 | 2018 | 2022 |
| ---- | ---- | ---- | ---- | ---- | ---- | ---- | ---- | ---- |
| 262  | 502  | 668  | 692  | 765  | 786  | 908  | 943  | 953  |

### Enseignement
Établissements d'enseignements :
- Écoles maternelles et primaires à Sanchey, Les Forges, Uxegney, Darnieulles, Girancourt, Chaumousey.
- Collèges à Golbey, Épinal.
- Lycées à Épinal.

### Santé
Professionnels et établissements de santé :
- Médecins à Les Forges, Uxegney, Darnieulles, Chaumousey, Girancourt, Golbey, Épinal.
- Pharmacies à Les Forges, Uxegney, Chaumousey, Girancourt, Chantraine, Golbey, Épinal.
- Hôpitaux à Golbey, Épinal, Thaon-les-Vosges.

### Cultes
- Culte catholique, Paroisse Saint-Jean-Baptiste-de-l'Avière[28], Diocèse de Saint-Dié.

## Économie

### Entreprises et commerces

#### Agriculture
- Élevage d'autres animaux.

#### Tourisme
- Hébergements et restauration à Sanchey, Épinal, Xertigny, Pouxeux, Cheniménil.

#### Commerces
- Commerces et services de proximité.

## Culture locale et patrimoine

### Lieux et monuments

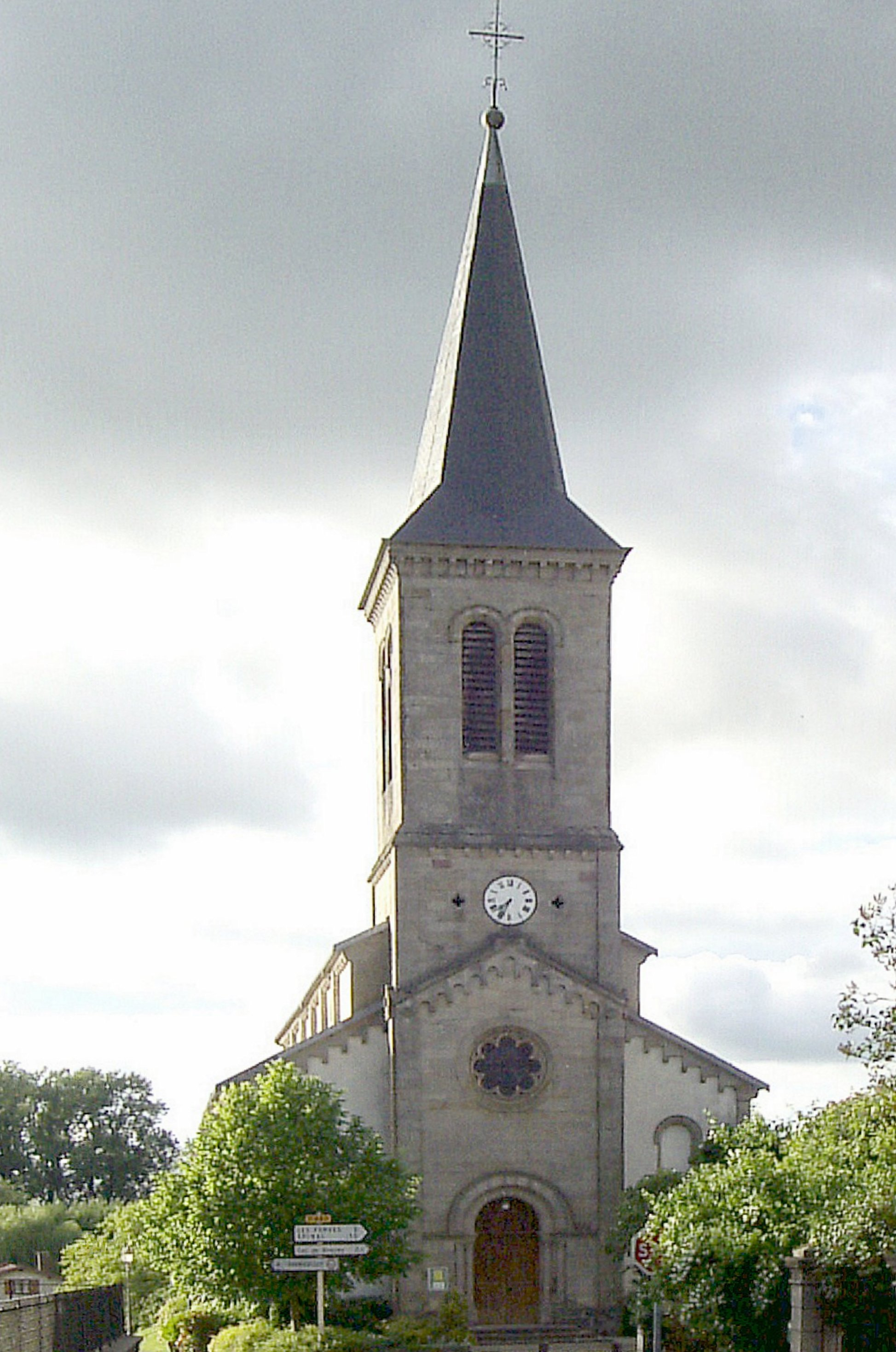
L'église de la Nativité-de-Notre-Dame à Chaumousey, côté sud-est.
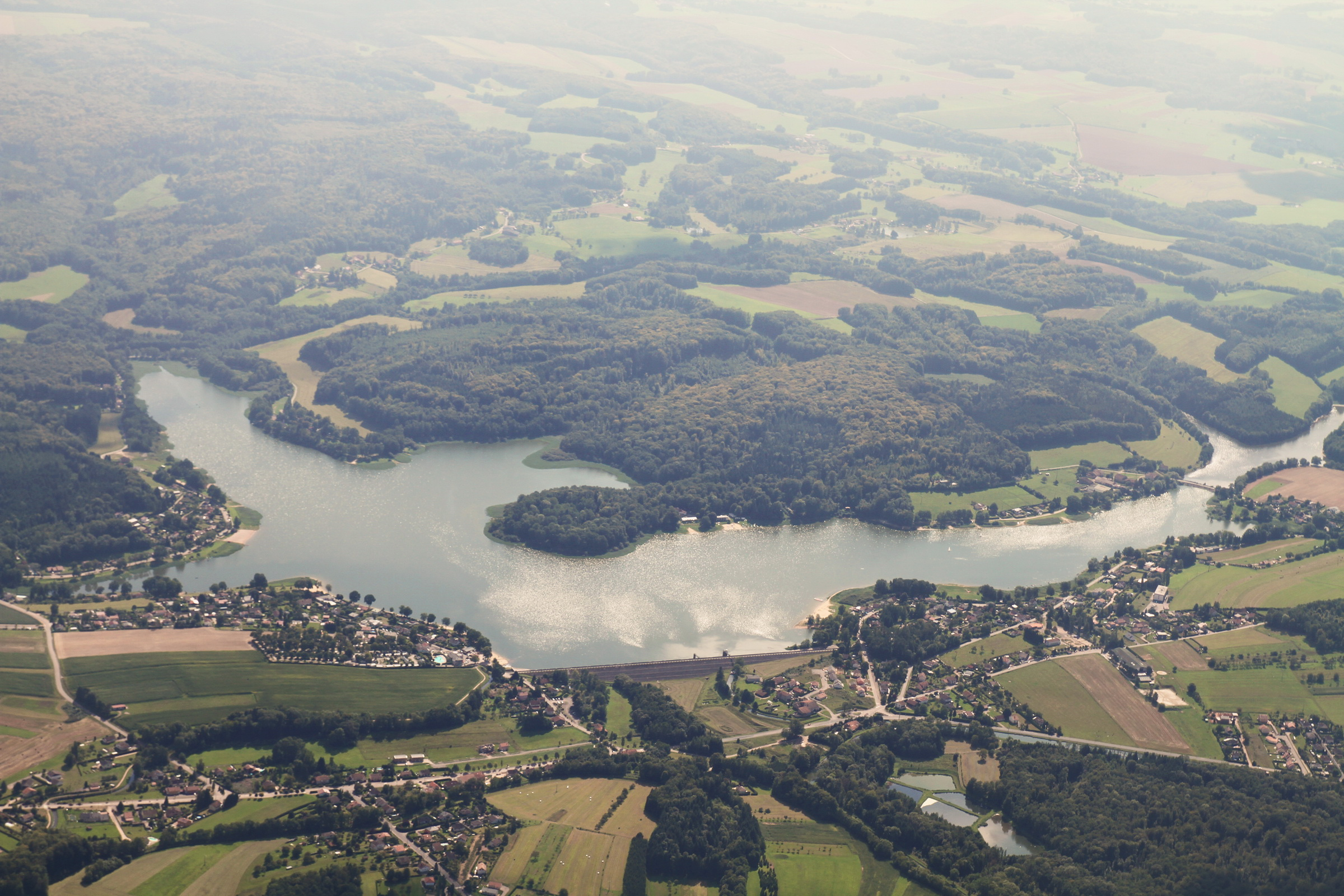
Lac de Bouzey. Vue aérienne du réservoir.
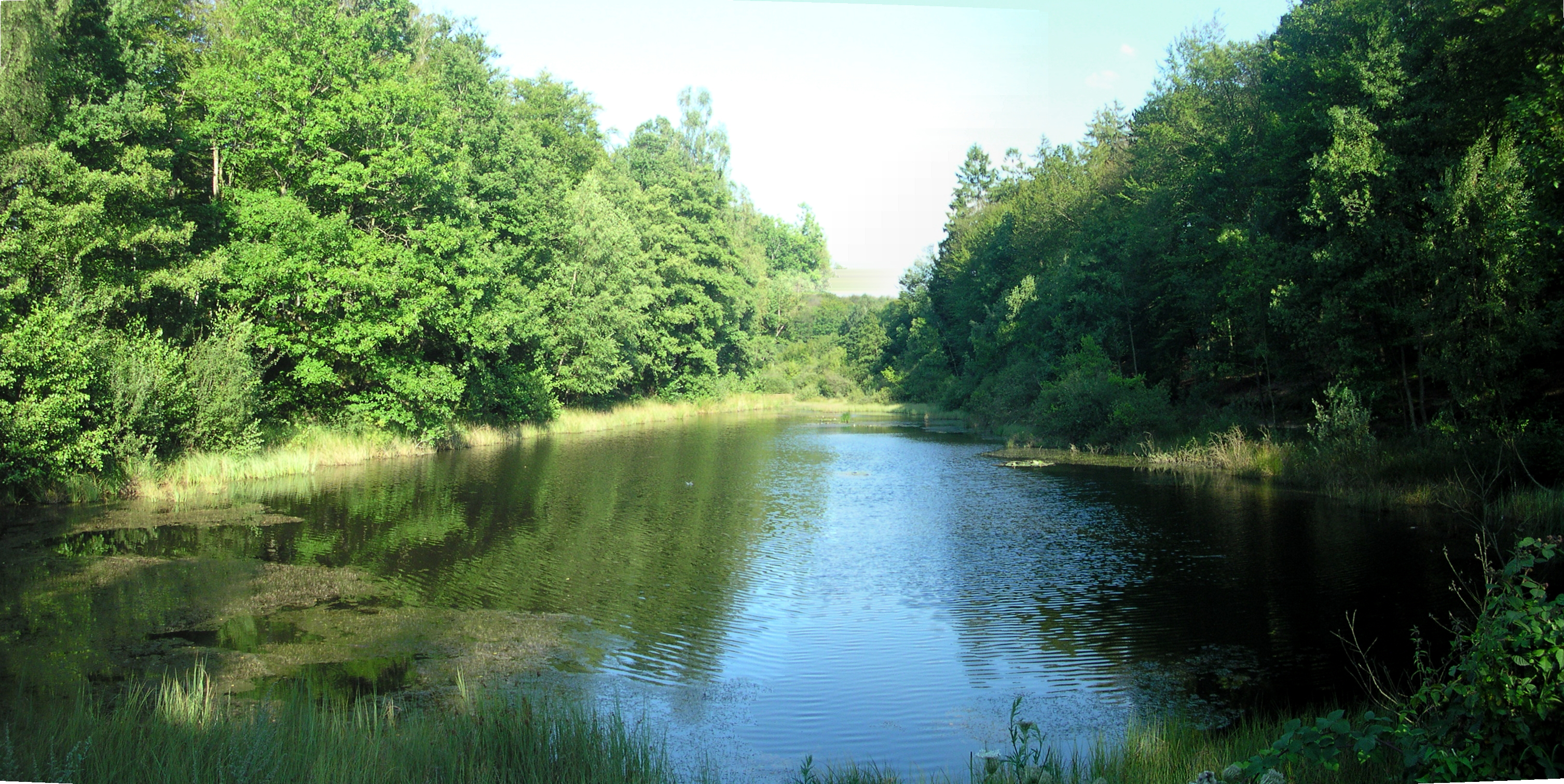
Étang de la Comtesse : la tourbière est située dans le fond.
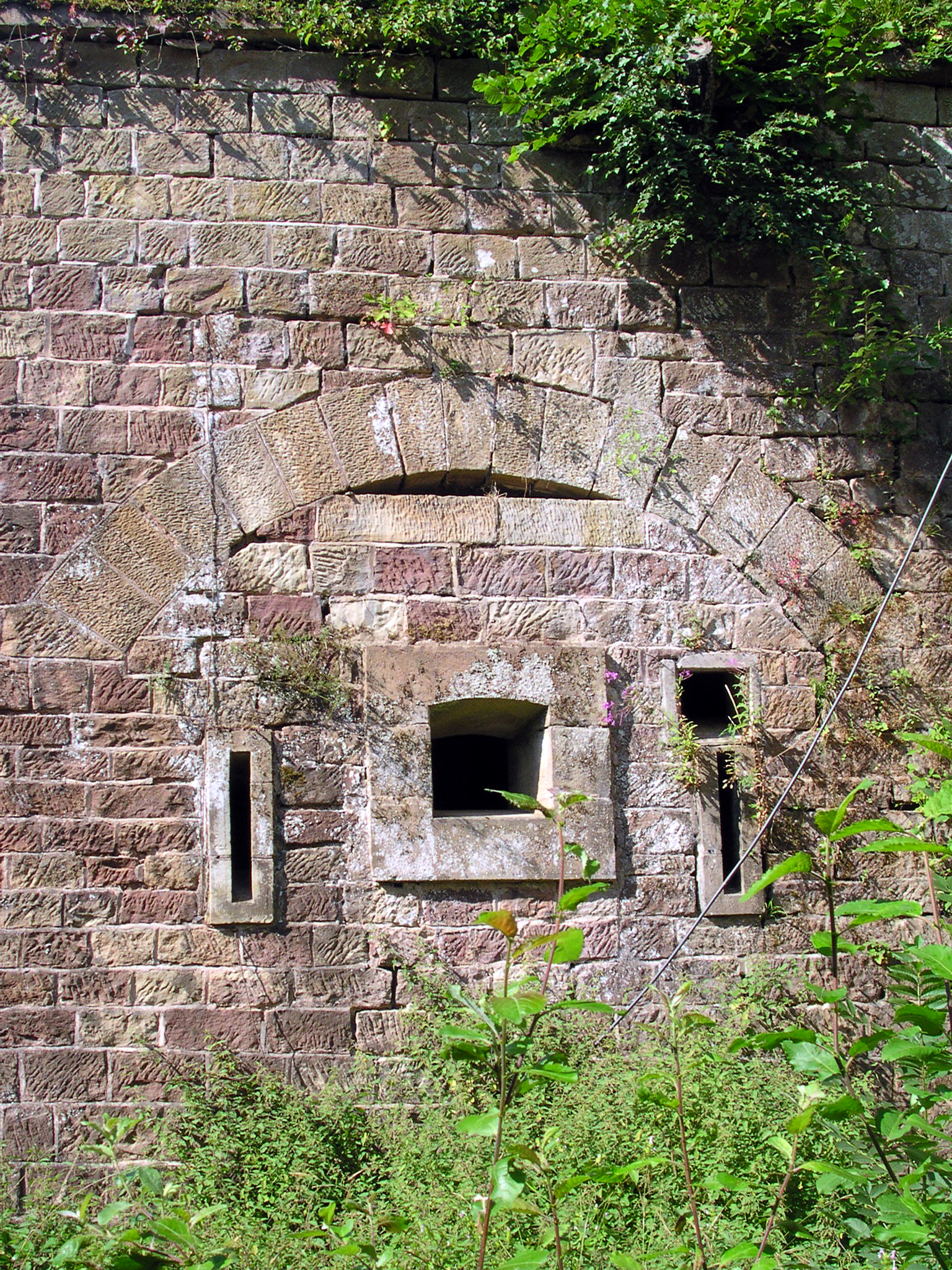
Fort militaire de Sanchey.

- L'église est partagée avec la commune de Chaumousey sur le territoire de laquelle elle se situe[29] : la commune de Sanchey n'a donc pas d'église propre. Elle a été construite en 1877 dans un style néo-roman, sous le vocable de la Nativité-de-Notre-Dame. Elle dépend de la Paroisse Saint-Jean-Baptiste-de-l'Avière.
- Le réservoir de Bouzey s'étend partiellement sur le territoire communal.
- L'étang de la Comtesse[30]. La partie amont de l’étang abrite une tourbière acide, milieu de grande valeur écologique. La tourbière et l’étang sont adaptés pour la découverte de la nature et la sensibilisation à l’environnement. Le site est en effet équipé d’un sentier de découverte et de panneaux signalétiques.
- La forêt communale de Sanchey s'étend sur 62 ha[31].
- Le fort militaire de Sanchey[32],[33].
- Le monument aux morts de Chaumousey, Renauvoid et Sanchey se trouve dans le cimetière de Chaumousey[34].

### Personnalités liées à la commune
- Paul Joyeux, 1913-1999, Gendarme et résistant qui a animé le  «  Réseau Mithridate  » dans le département des Vosges[35],[36].
- Nicolas Demangel, Médaille de Sainte-Hélène[37].

## Pour approfondir